# Une étrange baby-sitter

Une étrange baby-sitter (Nanny Seduction) est un téléfilm américain réalisé par Emily Moss Wilson, diffusé en 2017.

## Synopsis
Une enfant récemment adoptée a disparu après que ses parents ont engagé une baby-sitter apparemment bien sous tout rapports. C'est désormais à eux de la retrouver.

## Fiche technique
- Titre original : Nanny Seduction
- Titre français : Une étrange baby-sitter
- Réalisation : Emily Moss Wilson
- Scénario : Marcy Holland
- Pays d’origine :  États-Unis
- Langue originale : anglais
- Genre : thriller
- Durée : 88 minutes
- Dates de diffusion :
  - États-Unis 20 mai 2017 sur Lifetime
  - France : 22 juin 2017 sur TF1

## Distribution
- Wes Brown : Ben Turley
- Erin Cahill : Vanessa Shaw
- Valerie Azlynn : Alyssa
- Austin Highsmith : Kara Turley
- Ashton Leigh : Cali
- Lauren Gobuzzi : Riley
- Jannette Sepwa : Barb
- J. Teddy Garces : Inspecteur Malone
- Jason Dowies : Chef des pompiers Mike Thomas
- Lorna Street Dopson : Kelcie
- Sharon Garrison : Madame Gregory
- Finch Nissen : Brent
- Ariane Perideaux : Lorraine, l'assistante sociale